# Roßgarten (Königsberg)

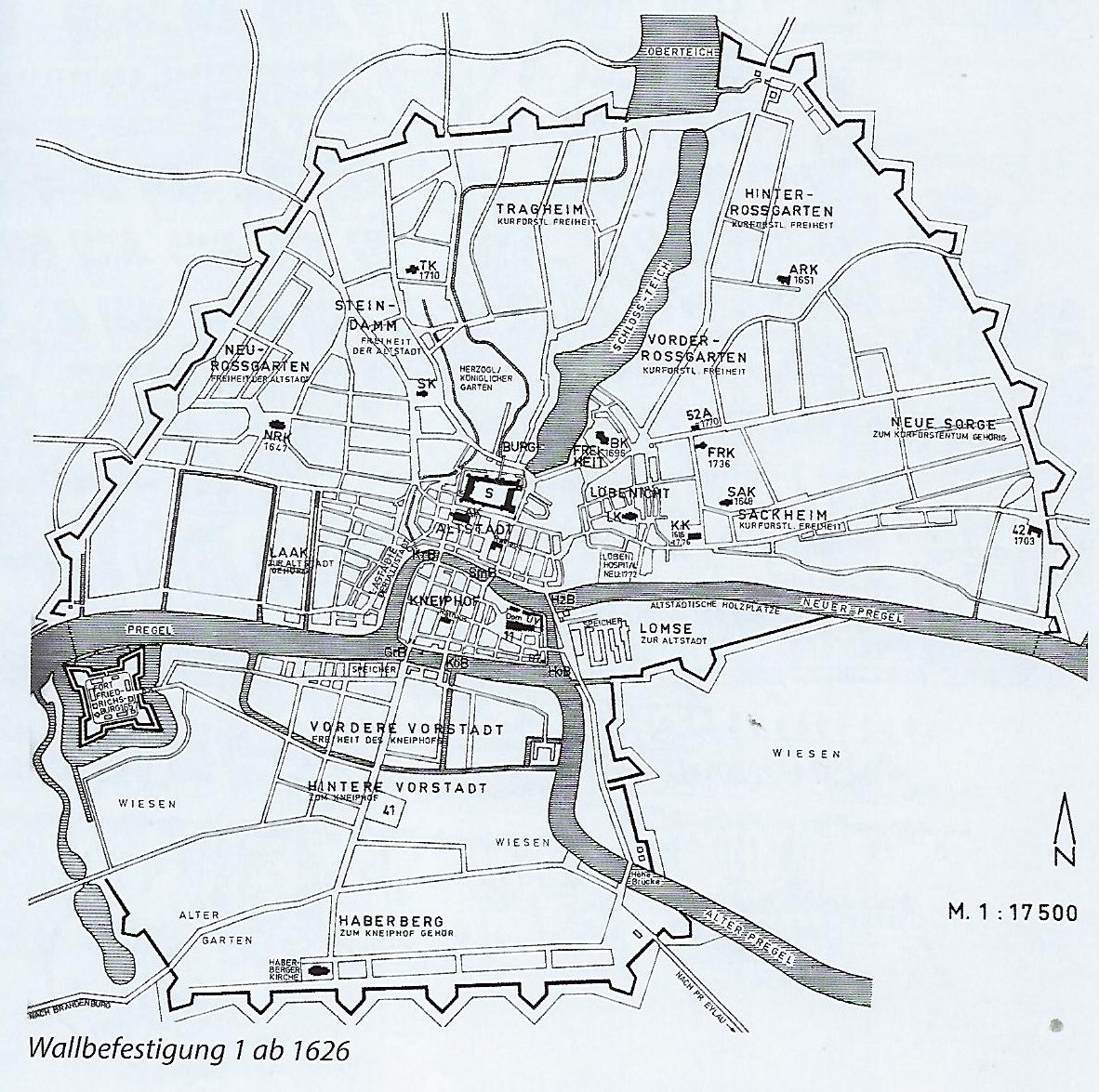
Wallbefestigung und Städte Königsbergs (1626)

Roßgarten (auch Alter Roßgarten, Neue Huben oder Neun Huben) war ein Stadtteil von Königsberg (Preußen).

## Lage
Der Roßgarten schloss sich direkt nördlich an die Burgfreiheit an und lag am östlichen Ufer des Schlossteiches innerhalb des Stadtwalles. Westlich der Neuen Sorge lag der ältere Vorderroßgarten. Jenseits eines Flüsschens mit der Schwanenbrücke (westlich von Kalthof) schloss sich nach Norden hin der Hinterroßgarten an. Im Norden lag der Oberteich. Nordöstlich vom Roßgärter Tor lag die Pferderennbahn.

## Name
Mit Roßgarten wurde eingezäuntes Weideland bezeichnet, dass nicht ausschließlich den Pferden vorbehalten war, sondern auch anderem Vieh als Wiese diente.

## Geschichte
Der Roßgarten war eine zum Schloss gehörige Freiheit, die 1542 konstituiert wurde und eine eigene Verfassung erhielt. Ihr Gerichtssiegel von 1576 zeigte eine grüne Weide und für den Vorderroßgarten ein weißes Pferd, für den Hinterroßgarten einen schwarzen Stier. Beide Teile gehörten zum Löbenicht. Nach Caspar Henneberger war der Roßgarten bis 1539 bis auf einen Krug (Gastwirtschaft) unbebaut. 1540 war der Hinterroßgarten nur mit einigen Schuppen bebaut; jedoch wurde hier ab dieser Zeit unter Herzog Albrecht planmäßig eine neue Vorstadt angelegt, die zunächst „Neue Huben“ hieß. Ein Grundstück nach dem anderen wurde an Hofbedienstete und freie Handwerker verschrieben. 1550 wanderten Weißgerber nach Königsberg ein, die eine feinere Art des Gerbens verstanden. Unter herzoglichem Protektorat siedelten sie sich am Abhang an, der vom Roßgarten zum Schlossteich lag, denn sie brauchten für ihre Walk- und Stampfmühlen viel Wasser. 1556 erhielt der Roßgarten eine Willkür.
Der Roßgarten wurde besonders für die Wasserbauer aus Holland angelegt. Friesen waren zur Trockenlegung des Danziger Werders und der Urwälder südlich von Königsberg angeworben worden. Viele waren Mennoniten. Es kamen auch Reifschläger, Färber, Tuchmacher und andere Handwerker. Sie brachten Techniken mit, die sonst in Ostpreußen bisher unbekannt waren. Das führte zu allerlei Streitigkeiten mit den eingesessenen Handwerkern. Die Holländer wurden bald als Ketzer verdächtigt und mussten sich vom Löbenichter Pfarrer 1543 examinieren lassen. Wer von der rechten Lehre abwich, wurde ausgewiesen; noch 1550 verbot der Herzog allen Bürgern, Holländer als Mieter aufzunehmen, außer sie waren als rechtgläubig legitimiert.
Um 1800 war der Roßgarten ein bevorzugtes Wohngebiet mit auffallend breiten Häusern. Allerdings lebten auch sehr viele nehrungskurisch sprechende Kuren hier. „Die größten und ansehnlichsten Häuser auf dem Roßgarten sind: ein königliches Gebäude, welches der Chef des hier in Garnison liegenden Dragoner-Regiments bewohnt, das Haus Sr. Excellenz des Landhofmeister des Grafen von Lehndorf, des Herrn Commerzienrath von Weiß, der Wulfschen Erben, des Herrn Bankodirector Krüger, das von Korfsche, von Buddenbrocksche und Criminalrath Stägmannsche Haus.“ Auf dem Roßgarten waren um 1800 mehrere Infanterie- und Grenadierregimenter stationiert. Später wurde die Stadthalle (Königsberg) gebaut, es gab das Gewerkschaftshaus, die Kommandantur, das Krankenhaus der Barmherzigkeit, das Städtische Krankenhaus, eine Volksschule, den Stadthof und das Fahrenheid-Stift.

## Roßgärter Markt

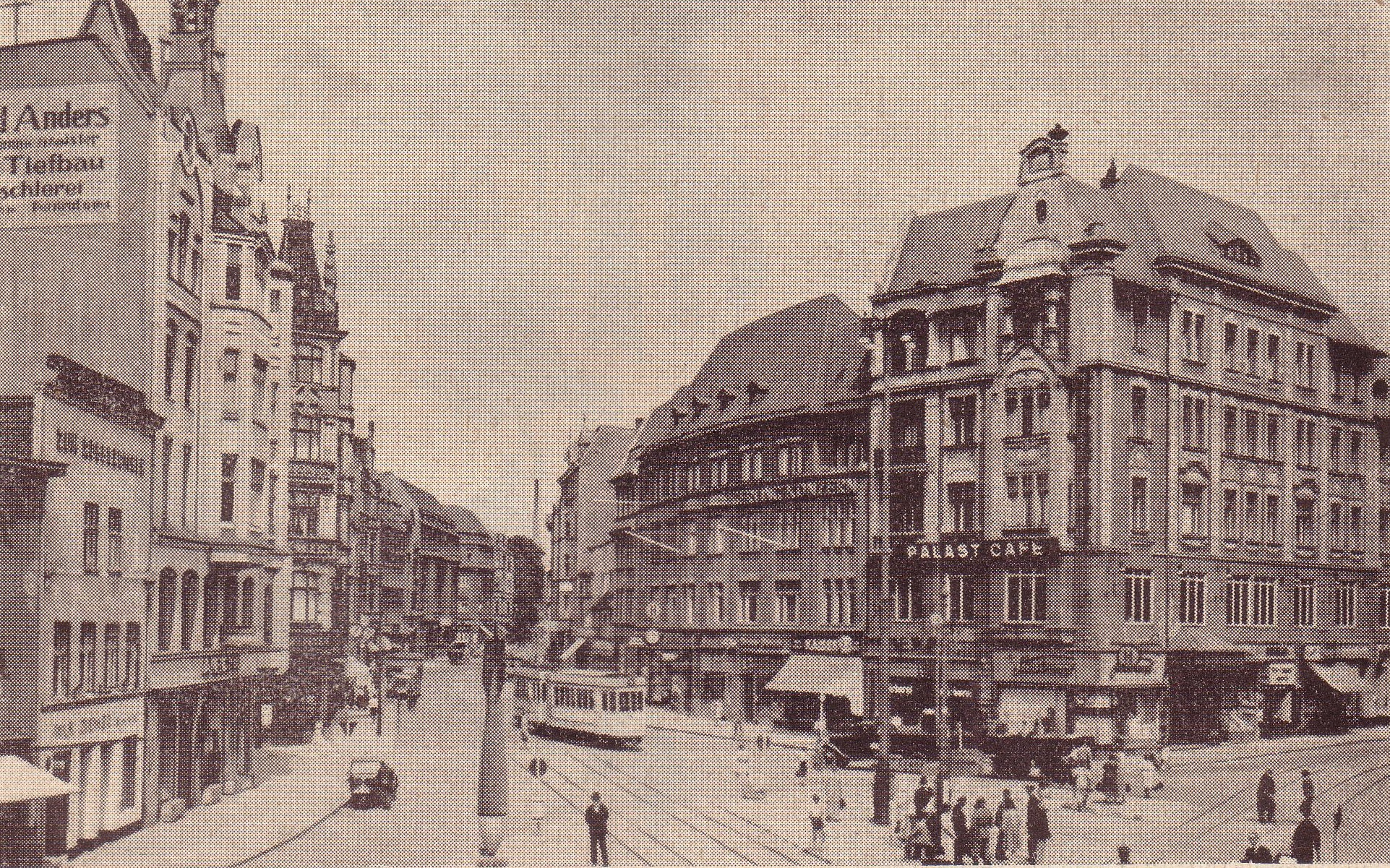
Roßgärter Markt

Der Roßgärter Markt war eine Straßenkreuzung östlich vom Königsberger Schlossteich. Im Mittelalter hieß diese Gegend Vorm Heiligen Kreuz, nach einem Kloster, das unter Hochmeister Friedrich als Gießhaus zum Deutschen Orden kam, Daneben lag das Kreuztor, davor ein Galgen, der 1705 abgebrochen wurde. Bis 1920 herrschte dort Marktbetrieb.

## Sakralbauten
Die Altroßgärter Kirche wurde 1651 im Barock begonnen und 1693 vollendet. Sie ist nicht erhalten. Das Fahrenheid-Stift wurde 1786 aus Ziegeln errichtet.